# تاريخ علم البيئة الصناعي
بدأ تاريخ علم البيئة الصناعي بصفته مجالًا للبحث العلمي بمقال كتبه فرَوش وغالابليس، وخُصص للأنظمة البيئية الصناعية، نُشر في عدد خاص في مجلة ساينتفك أمريكان عام 1989، وتعود نشأة هذا العلم من أفكار ومفاهيم ظهرت منذ القرن التاسع عشر.

## القرن العشرين
استُخدم مصطلح علم البيئة الصناعي في القرن العشرين إلى جانب مصطلح التكافل الصناعي، ويُحتمل أن الجغرافيا الاقتصادية كانت أولى المجالات التي استخدمت هذه المصطلحات؛ على سبيل المثال، في مقال نشر عام 1947، أشار جورج تي رينر إلى «المبدأ العام للموقع الصناعي» على أنه «قانون علم البيئة الصناعي». وضح باختصار أنه:
| تاريخ علم البيئة الصناعي | تميل أي صناعة إلى الاستقرار في نقطة توفر لها الفرص المثلى للحصول على عواملها أو عناصرها المكونة، إذا وضعت جميع هذه العناصر المكونة جنبًا إلى جنب، يمكن تحديد موقع الصناعة مسبقًا. ولكن، بحال فصلت بينها مسافات شاسعة، فإن الصناعة ستتخذ موقعًا يسهل الوصول منه إلى العنصر الأعلى ثمنًا أو الذي يصعب نقله، لذا سيصبح العامل المحدد لموقع الصناعة المعنية. | تاريخ علم البيئة الصناعي |
في المقال نفسه، يعرّف المؤلف ويصف التكافل الصناعي:
| تاريخ علم البيئة الصناعي | في كثير من الأحيان لا يمكن فهم موقع الصناعة تمامًا من خلال عناصر المكونات المكانية فقط هناك علاقات بين الصناعات، في بعض الأحيان بسيطة، ولكنها في كثير من الأحيان معقدة للغاية، وتدخل في التحليل وتعقده. وأهمها ظاهرة التكافل الصناعي ويعني ذلك التعاون بين اثنين أو أكثر من الصناعات المختلفة عند فحص التكافل الصناعي يتضح أنه نوعين، منفصل ومتصل. | تاريخ علم البيئة الصناعي |
يبدو أن مفهوم التكافل الصناعي لم يكن جديدًا في مجال الجغرافيا الاقتصادية، نظرًا إلى أن التصنيف نفسه استُخدم من قبل والتر جي ليزيوس في مقالته التي صدرت عام 1937 بعنوان «جغرافية صناعة الزجاج في توليدو، أوهايو»، التي نُشرت أيضًا في صحيفة الجغرافيا الاقتصادية.

استُخدم مصطلح «علم البيئة الصناعي» في سياق مختلف، وظهر أيضًا في عام 1958 في مقالة تتعلق بالعلاقة بين الأثر البيئي الناجم عن زيادة التحضر وتوجهات القيمة للشعوب المعنية. دراسة الحالة في لبنان:
المتغير البيئي المركزي في هذا البحث هو الحركية البيئية، أو حركة الإنسان في الحيز المكاني. من الواضح أن البيئة الصناعية الحديثة تتطلب حراكًا تكيفيًا أكثر مما تتطلبه منظمة القرى الشعبية التقليدية.

## القرن الحادي والعشرون
يغطي علم البيئة الصناعي في المجتمع العلمي الدولي من خلال عدة مصاد رئيسية، منها "دورية إندستريال إيكولوجي" (منذ عام 1997)، والجمعية الدولية لعلم البيئة الصناعي (منذ عام 2001)، ودورية "بروغريس إن إندرستريال إيكولوجي" (منذ عام 2004).
تظهر مبادئ علم البيئة الصناعي أيضًا في مختلف مجالات السياسة مثل مفهوم الاقتصاد الدائري الذي يُروج له في الصين. وعلى الرغم من عدم وجود تعريف رسمي موحَّد للاقتصاد الدائري، إلا أنه يُركِّز عمومًا على استراتيجيات مثل إنشاء تدفقات دائرية للمواد، واستخدام متعاقب للطاقة. 
ومن الأمثلة على ذلك: استخدام الحرارة المهدرة من عملية صناعية لتشغيل عملية أخرى تتطلب درجة حرارة أقل، ما يسهم في تعظيم كفاءة استخدام الإيكسرجي (الطاقة المتاحة). تهدف هذه الاستراتيجية إلى تعزيز فعالية الأداء الاقتصادي بأقل ما يسهم في تعظيم كفاءة استخدام الإيكسرجي (الطاقة المتاحة). تهدف هذه الاستراتيجية إلى تعزيز فعالية الأداء الاقتصادي بأقل قدر ممكن من الملوثات والنواتج الثانوية غير المرغوب فيها.